# Damien Cottier

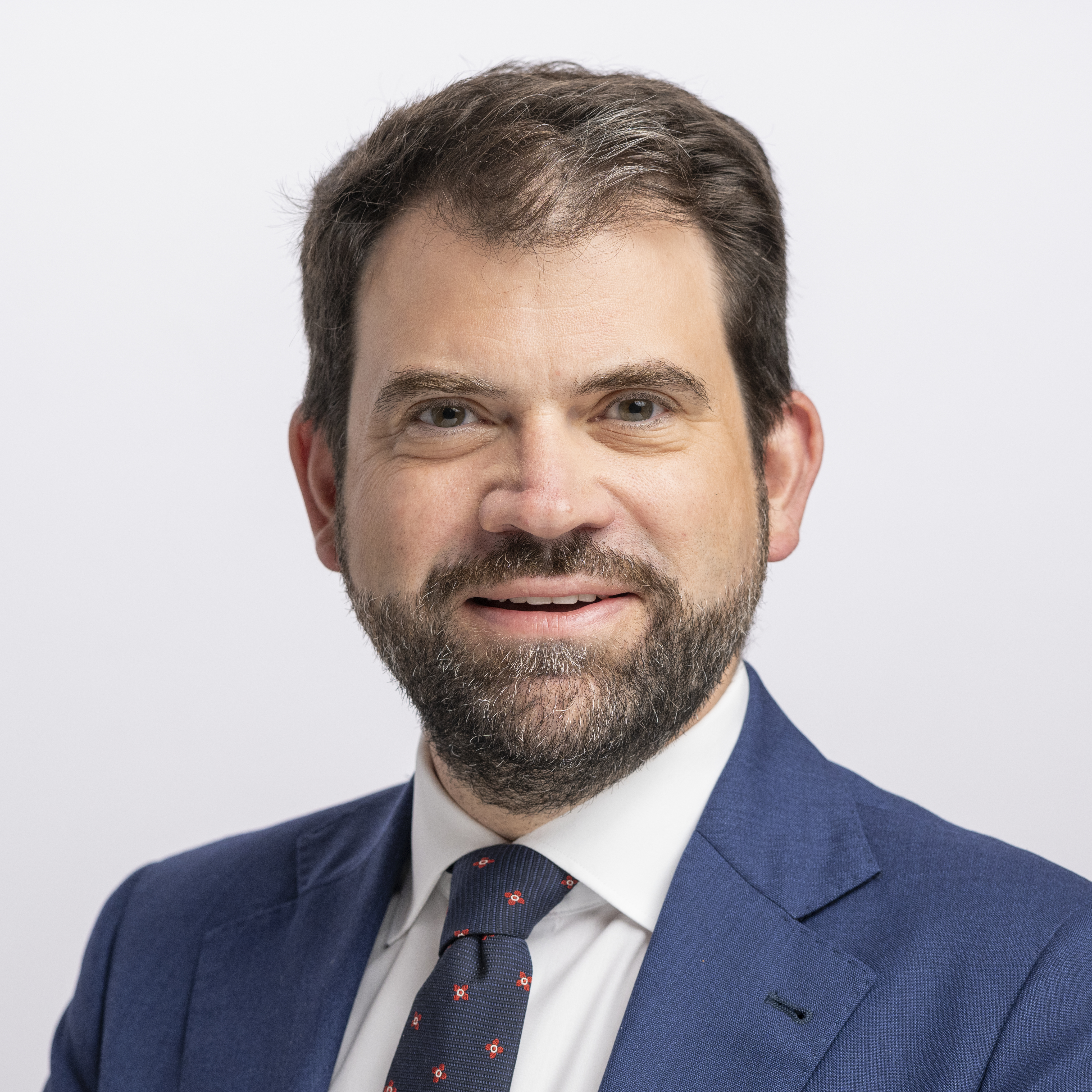
Damien Cottier (2023)

Damien Cottier (* 3. April 1975 in Neuenburg; heimatberechtigt in Jaun) ist ein Schweizer Politiker (FDP.Die Liberalen). Er wurde 2019 in den Nationalrat gewählt.
Der ehemalige Stabschef von Bundesrat Didier Burkhalter war von 1997 bis 2008 Mitglied des Kantonsparlaments von Neuenburg, Fraktionspräsident der FDP (2001–2005) und Vizepräsident der Neuenburger FDP (2009–2012). Im Jahr 2022 wurde er zum Fraktionspräsidenten der FDP Schweiz gewählt.

## Leben und Ausbildung
Damien Cottier studierte Geschichte, Geographie und Politikwissenschaft an der Universität Neuenburg (Licence ès lettres), an der Freien Universität Berlin sowie an der Humboldt-Universität zu Berlin und verfügt über eine postgraduale Spezialisierung (DEA) in Internationalen Beziehungen des Graduierteninstituts für Internationale Studien (Institut universitaire de hautes études internationales, HEI) in Genf. Während seiner Studien schrieb er zwei Abschlussarbeiten, eine über die Europapolitik von Max Petitpierre und eine über die Nachkriegsvorbereitungen des Bundesrates unter der Leitung von Philippe Burrin. Im Jahr 2008 absolvierte er eine Weiterbildung (CAS) in Kommunikation an der Fachhochschule Freiburg und beim Schweizerischen Public-Relations-Institut (SPRI).
Von 2010 bis 2012 war er persönlicher Mitarbeiter von Bundesrat Didier Burkhalter, der von 2009 bis Ende 2011 Vorsteher des Eidgenössischen Departements des Innern (und damit zuständig für Gesundheit, Soziales, Bildung, Forschung und Kultur) und ab 2012 Vorsteher des Eidgenössischen Departements für auswärtige Angelegenheiten war. Zusammen mit Jon Fanzun war Cottier auch Kabinettschef Burkhalters. Zuvor war er Leiter der Kommunikation der FDP Schweiz (2008–2010), Projektleiter bei Economiesuisse (Verband Schweizer Unternehmen), Projektleiter im Generalkonsulat der Schweiz in New York, Leiter der Information der Neuenburger Immobilienkammer, parlamentarischer Assistent von Ständerätin Michèle Berger-Wildhaber und Generalsekretär der Neuenburger FDP.

## Politische Karriere
Er wurde im April 1997 als jüngster Abgeordneter in der Geschichte des Kantons zum Mitglied des Grossen Rates von Neuenburg gewählt. In den Jahren 2001 und 2005 wurde er mit den meisten Stimmen auf den liberalen Listen wiedergewählt. Als er 2008 die Leitung der Kommunikation der FDP Schweiz in Bern übernahm, trat er aus dem Grossen Rat zurück.
Er war vier Jahre lang Fraktionspräsident der FDP im Grossen Rat, Präsident der zweiten parlamentarischen Untersuchungskommission (PUK) des Kantons und Präsident der Kommission für Verwaltung und Finanzen. Im Jahr 2007 kandidierte er für den Nationalrat und wurde nach der Wahl von Laurent Favre, dem er mit nur 300 Stimmen Differenz folgte, der erste Nachrückkandidat der Neuenburger FDP. Von Oktober 2009 bis Januar 2012 war er Vizepräsident der Neuenburger FDP.
Er war der Verfasser des ersten Antrags, der zur Einführung einer Ausgaben- und Schuldenbremse führte, die das Neuenburger Stimmvolk im Juni 2004 mit 85 % billigte. Er war auch der Verfasser der Motion, mit der im Kanton die allgemeine Briefwahl und die Versuche zur Internet-Abstimmung eingeführt wurden. Er ist mit Raphaël Comte Mitverfasser des Gesetzesentwurfs zur Verpartnerung heterosexueller und homosexueller Paare im Kanton Neuenburg. Er schlug zudem das Initiativrecht für Gemeinden vor, das im Jahr 2000 in die neue Kantonsverfassung aufgenommen wurde. Zusammen mit Didier Burkhalter lancierte er auch das Projekt des Schweizer Entführungsalarms.
Im Jahr 2019 wurde er mit 9343 Stimmen in den Nationalrat gewählt. Im Jahr 2022 hat er das FDP-Fraktionspräsidium von Beat Walti übernommen.
Seit 2020 ist er Mitglied der Schweizer Delegation in der Parlamentarischen Versammlung des Europarates. 2022 hatte er das Amt des Vorsitzenden der Kommission für Rechtsfragen und Menschenrechte des Europarats inne.

## Werke
- Le Conseil fédéral et la préparation de l’après-guerre (1943–1945). L’analyse prospective du gouvernement suisse sur la situation politique internationale et européenne d’après-guerre. Mémoire de diplôme HEI, Genf 2003.
- Max Petitpierre, la neutralité et le Plan Schuman. Mémoire de licence, Neuenburg 2001.